# Gliese 60
Gliese 60 is een hoofdreeksster van het type K1, gelegen in het sterrenbeeld Beeldhouwer op 84,86 lichtjaar van de Zon.